# Broken Chair
Broken Chair est une sculpture monumentale en bois de l'artiste suisse Daniel Berset réalisée par le charpentier Louis Genève. Elle représente une chaise géante au pied cassé et est exposée sur la Place des Nations, à Genève, depuis 1997 (avec une interruption de 2005 à 2007).

## Composition
Broken Chair est faite de 5,5 tonnes de bois Douglas et est haute de 12 mètres. 
Elle symbolise le refus des mines antipersonnel et des armes à sous-munitions, et l'appel de la société civile aux chefs d'État en visite à Genève.

## Histoire
Broken Chair est une idée originale et un projet de Paul Vermeulen, cofondateur et directeur de Handicap International Suisse. « Une chaise de plus de 10 mètres de haut avec un pied arraché, installée devant l'entrée des Nations unies, sur la place des Nations » est la commande faite par Paul Vermeulen à l'artiste en octobre 1996. L'objectif était d'obtenir le plus grand nombre possible de signatures des états à la Convention d'Ottawa sur les mines antipersonnel. 
La sculpture est érigée par Handicap International devant l'entrée principale du Palais des Nations à Genève le date 18 août 1997. Initialement, il est prévu qu'elle n'y reste que trois mois, jusqu'à la signature de la Convention sur l'interdiction des mines antipersonnel en décembre 1997 à Ottawa. 
Broken Chair appelle tous les États à l'universalisation et à la mise en œuvre rapide et complète de la Convention d'Ottawa. Avec 131 pays signataires, cette convention entre en vigueur le 1er mars 1999, et devient un instrument juridique international.
L’œuvre est la propriété du sculpteur genevois Daniel Berset jusqu'en 2004, année où celui-ci en transfère la propriété à Handicap International.
Au lieu d'être retirée de la place des Nations comme prévu, la sculpture est maintenue en raison du succès qu'elle remporte. Elle est toutefois enlevée en 2005 lors des travaux de réaménagement de la place des Nations. Il s'ensuit un débat sur l'opportunité de conserver cette sculpture face aux bâtiments des Nations unies. Elle est finalement réinstallée au même endroit le 26 février 2007 après les travaux de réaménagement de la place.

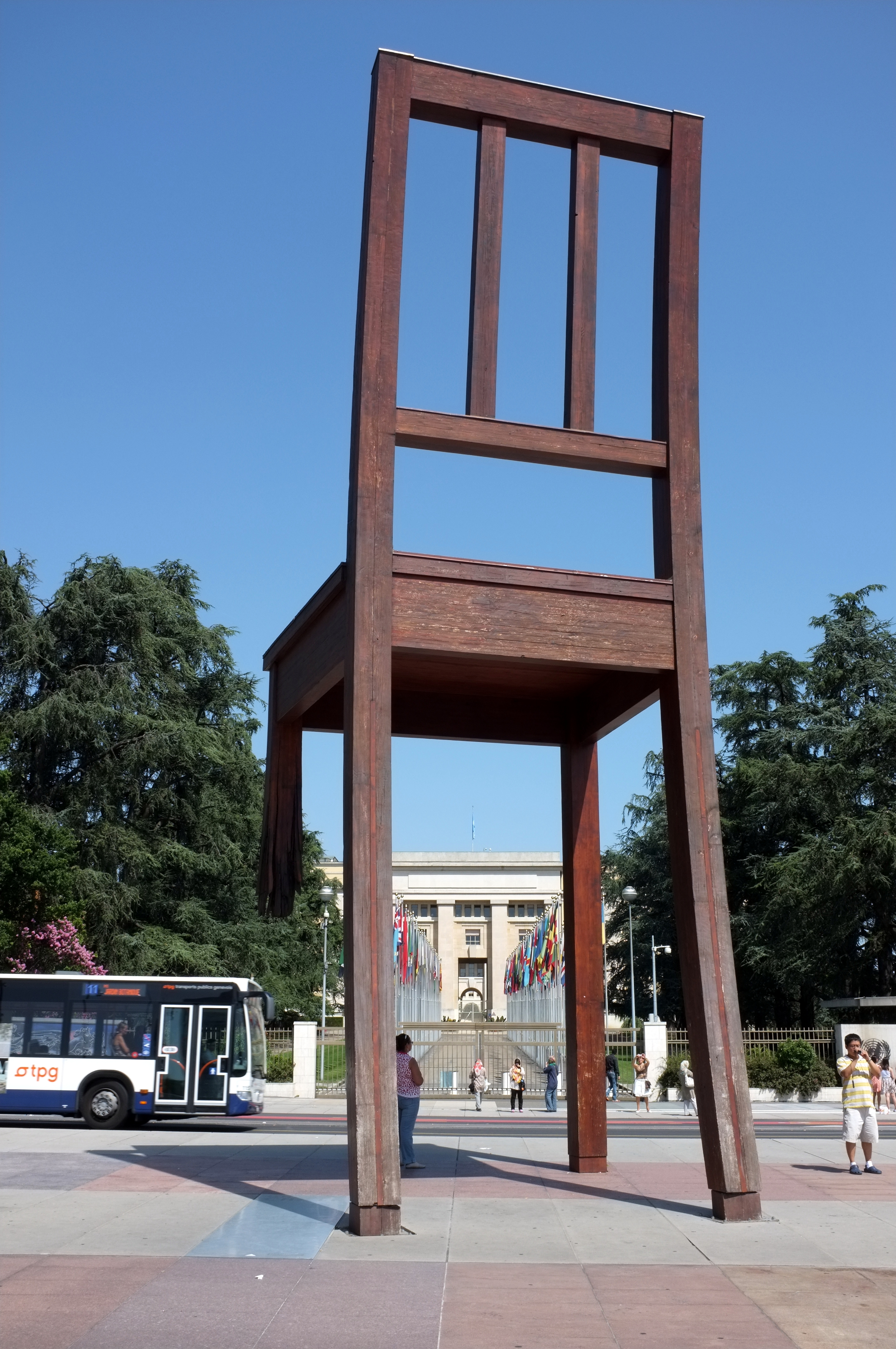
Face au Palais des Nations.

La réinstallation de Broken Chair en février 2007 est officiellement dédiée par Handicap International au soutien du nouveau processus d'Oslo qui aboutit en 2008 à la signature d'un traité international sur l'interdiction des armes à sous-munitions. Une inscription en neuf langues est installée au pied de la sculpture. 
En 2015, une prothèse temporaire est ajoutée à la sculpture, à l’occasion de la Journée mondiale des personnes handicapées du 3 décembre. 
Broken Chair est rénovée en 2016, avec également l'ajout d'un éclairage nocturne. 
Témoin des ravages des armes explosives et fidèle à sa révolte contre les armes qui tuent les civils, Handicap International rend hommage aux millions de victimes en inaugurant symboliquement le 14 novembre 2019 le « monument au Civil inconnu ».
En 2020, à la suite de l’annonce du gouvernement américain de reprendre l'utilisation et le stockage de mines antipersonnel, Handicap International organise une action de sensibilisation sous Broken Chair pour appeler les États signataires de la Convention d’Ottawa à user de toute leur influence pour que les États-Unis reviennent sur cette décision.

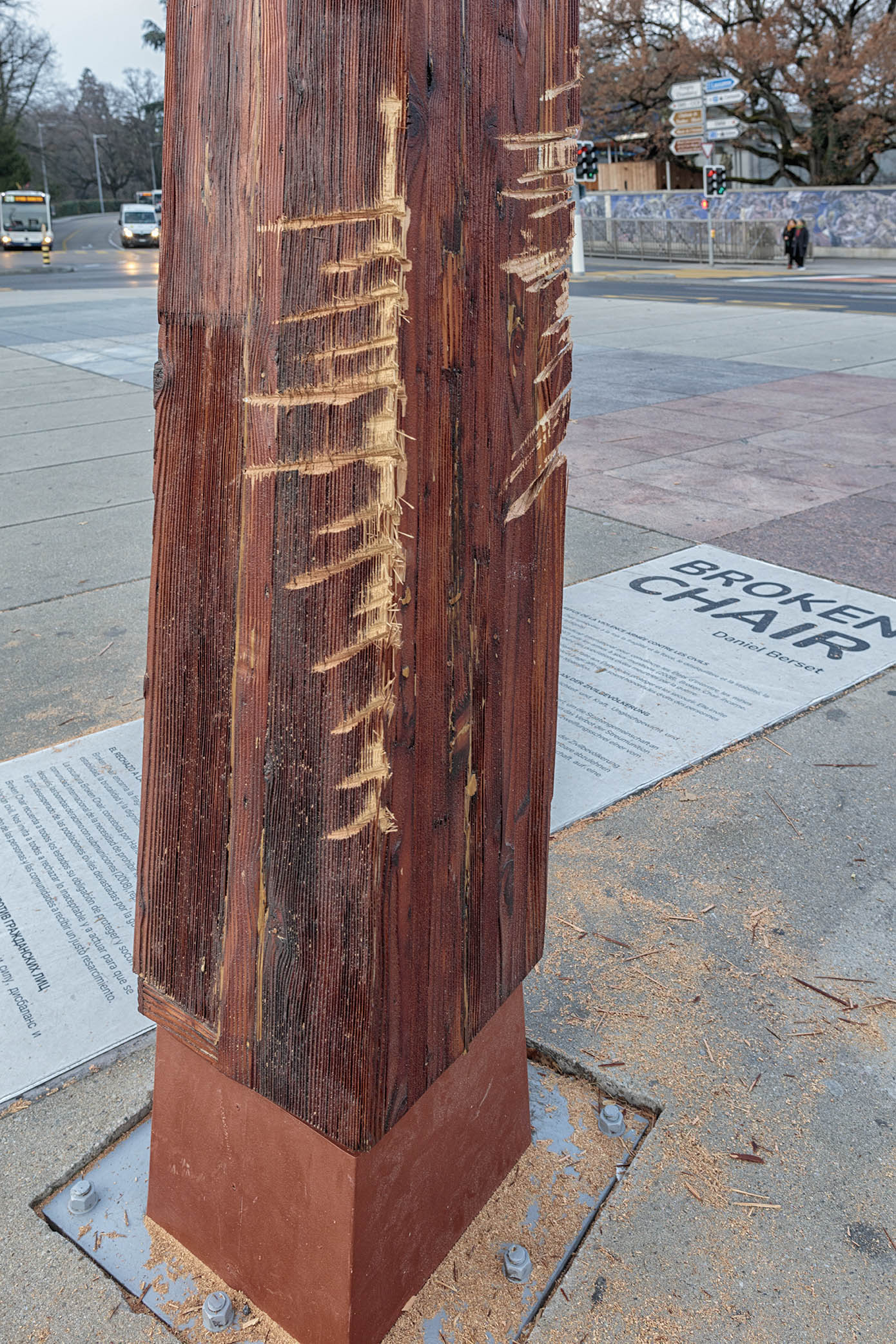
En 2024, le collectif féministe Femen vandalise l'œuvre à coups de tronçonneuse.

En décembre 2024, deux militantes de Femen dégradé le monument à la tronçonneuse, exigeant l'exclusion de la Russie du Conseil de sécurité de l'ONU en réaction à la guerre en Ukraine. La sculpture gardera des traces.